# ميريام راوترت
ميريام راوترت (من مواليد 21 مارس 1996) عارضة أزياء ومسابقة ملكة جمال ترينيدادية الألمانية والتي توجت بمسابقة ملكة جمال الكون في ألمانيا 2019 وستمثل ألمانيا في مسابقة ملكة جمال الكون 2019.

## نشأتها
ولدت ميريام رويتر من مواليد 21 مارس 1996 ، ولدت في ميناء أسبانيا ، ترينيداد وتوباغو ونشأت في هاغن. لديها شهادة في الصحافة واتصالات الشركات. في نهاية المطاف، درس في جامعة خاصة في ليزلون، Märkischer Kreis ، شمال الراين - وستفاليا، ألمانيا. في عام 2018 ، انتقلت إلى برلين للفصل الدراسي السادس. راوتر هو أول ملكة جمال ألمانيا من العرق المختلط الألماني وترينيدادان.